# Companhia Cearense de Transportes Metropolitanos

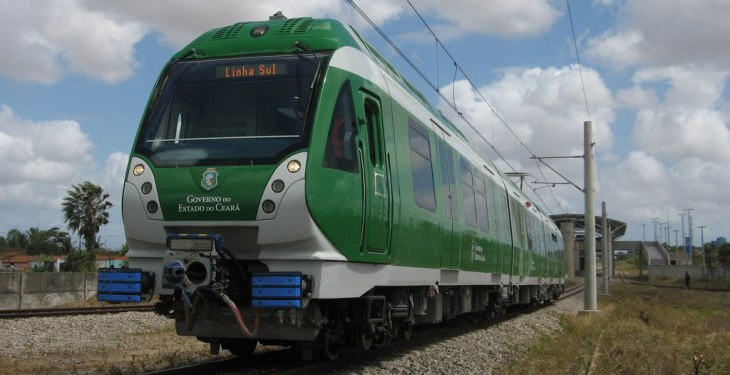
TUE Elettrotreno ETR 200 na Linha sul do Metrô de Fortaleza.

A Companhia Cearense de Transportes Metropolitanos (CCTM/Metrofor) é uma sociedade de economia mista e capital aberto brasileira com sede em Fortaleza, majoritariamente, pertencente ao Governo do estado do Ceará.
Com origens no Consórcio do Trem Metropolitano de Fortaleza, criado em 25 de setembro de 1987, entre a Rede Ferroviária Federal (RFFSA), a Companhia Brasileira de Trens Urbanos (CBTU) e governo estadual, a criação da Metrofor se deu pela Lei n 12.682 de 2 de maio de 1997, publicada no Diário Oficial do Estado do Ceará em 8 de maio de 1997.

## História
Em 25 de setembro de 1987, foi iniciada a construção do consórcio do Trem Metropolitano de Fortaleza, por meio de assinatura do Contrato de Constituição do Consórcio entre RFFSA, CBTU e Governo do Estado do Ceará com interveniência da União através do Ministério dos Transportes.
Desde 1988, os trens de longa distância foram extintos, permanecendo apenas os que ligavam Fortaleza à Maracanaú e Caucaia. Com essa mudança, houve uma grande concentração no fluxo de passageiros nessas duas linhas, sendo necessário intensificar os serviços ferroviários. Nesse contexto, já surgia a necessidade de uma empresa que atendesse a nova demanda e acompanhasse o crescimento da cidade. No mesmo ano o governo do Estado lançou oficialmente o projeto do metrô de Fortaleza, na época o custo inicial previsto era de 290 milhões de dólares, para a reformulação das Linhas Norte (Atual Linha Oeste), e Sul. A construção do projeto dependia da liberação de US$ 180 milhões do governo Japonês e do acordo do Brasil com o Fundo Monetário Internacional (FMI).
Em 1 de abril de 1993 o contrato do consórcio formado entre o Governo e o Ministério dos Transportes teve o prazo prorrogado por um ano. O segundo, assinado em 29 de março de 1994, também foi prorrogado por mais um ano. Já o terceiro, em 04 de abril de 1995, prorrogou-se por dois anos, com término previsto para 4 de abril de 1997. Em 3 de abril de 1997 foi lavrada a Ata de Encerramento do Consórcio, tendo sido nomeada comissão, com prazo de sessenta dias, para apresentação do relatório de liquidação.
Com a extinção do consórcio, surgiram ideias para concepção de uma companhia de metrôs em Fortaleza. A primeira e principal etapa de criação do Metrofor foi a estadualização do serviço ferroviário, marcada pela mudança do nome Superintendência de Trens Urbanos de Fortaleza (STU/FOR) para Companhia Cearense de Transportes. Após o Estado assumir as ferrovias de Fortaleza, a etapa seguinte foi a criação de um projeto moderno, inovador que satisfizesse as necessidade dos fortalezenses e moradores das regiões metropolitanas e que reaproveitasse grande parte do terreno já existente. Em 2 de maio de 1997, a Companhia Cearense de Transportes Metropolitanos foi criada com o objetivo de assumir e modernizar a operação do transporte dos trens metropolitanos de Fortaleza, até então realizada pela CBTU. O consórcio do Trem Metropolitano de Fortaleza foi extinto em 30 de maio de 1997. Grande parte dos funcionários que pertenceram, incialmente a Rede Ferroviária Federal Sociedade Anônima (RFFSA) e posteriormente a CBTU, foram agregados ao corpo de profissionais do Metrofor.
O Metrofor iniciou suas obras no dia 24 de agosto de 1999. Três anos depois, em 1º de julho de 2002, o transporte urbano passou fazer parte da alçada do Estado quando a Companhia Brasileira de Trens Urbanos (CBTU) passou para a nova empresa a responsabilidade do transporte metroviário de Fortaleza.
A Metrofor é membro da Associação Nacional dos Transportadores de Passageiros sobre Trilhos (ANPTrilhos) desde 2015, com formalização em julho e filiação registrada em agosto na reunião ordinária da diretoria da associação.

## Atividades
A companhia tem por objeto o planejamento, a construção, a implantação, a exploração, a operação e a manutenção de obras e serviços de transporte de passageiros e/ou cargas sobre trilhos ou guiados, no estado do Ceará e nas áreas vizinhas que possam ser a ele integrados, bem como todas as atividades conexas.

## Sistemas
O sistema de metrô de Fortaleza conta atualmente com três linhas: Oeste, Sul e Nordeste. Estão em construção a Linha Leste e o Ramal Aeroporto–Castelão.
- Linha Sul do Metrô de Fortaleza
- Linha Oeste do Metrô de Fortaleza
- Linha Nordeste do Metrô de Fortaleza

O VLT de Sobral conta atualmente com 2 linhas: Norte e Sul. Com extensão total de 13,9 quilômetros
O VLT do Cariri opera uma linha, que conta com um total de 9 estações  e uma extensão total de 13,6 km formado em sua totalidade por vias em superfície, lingando as cidades de Crato e Juazeiro do Norte. 
- Linha Central do VLT do Cariri